# Olman Vargas
Olman Vargas López (San José, 15 aprile 1985) è un ex calciatore costaricano, di ruolo attaccante.

## Carriera
Nel 2012 firma con i Columbus Crew.